# Thorectes demoflysi
Thorectes demoflysi is een keversoort uit de familie mesttorren (Geotrupidae). De wetenschappelijke naam van de soort werd in 1965 gepubliceerd door Jacques Baraud.